# José Manzana Martínez de Marañón
José Manzana Martínez de Marañón (Barcelona, 11 de junio de 1928-Midi d'Ossau, 25 de junio de 1978) fue un sacerdote y filósofo español.
Ordenado sacerdote en 1952, tras sus estudios en el Seminario Diocesano de Vitoria, concluyó su formación en la Universidad de Múnich, en la que se doctoró en 1960. Fue profesor en el Seminario de Vitoria y también en la Universidad de Deusto en Vizcaya, de teología y filosofía. Falleció a consecuencia de un accidente de montaña en el Pirineo francés.